# Utricolo prostatico
L'utricolo prostatico è una piccola rientranza situata nell'uretra prostatica, all'apice della cresta uretrale, sul collicolo seminale (verumontanum), fiancheggiato lateralmente dalle aperture dei dotti eiaculatori. È altresì noto come "vagina masculina", o "vesīcula prostatica". È un residuo embrionale del dotto paramesonefrico del Müller.

## Struttura
Spesso viene definito "cieco", che significa che è un condotto che non porta ad altre strutture. Può subire degli ingrossamenti.

## Funzione
L'utricolo prostatico è importante perché è l'omologo maschile dell'utero femminile e della vagina, generalmente considerati come derivati dal dotto di Müller, anche se non tutti gli studiosi si dimostrano d'accordo. Nel 1905 Robert William Taylor ipotizzò che la sua funzione fosse quella di favorire il passaggio dello sperma attraverso i dotti eiaculatori.